# Johnson Matthey
Johnson Matthey (LSE : JMAT) est une entreprise chimique britannique faisant partie de l'indice FTSE 100.

## Historique
En décembre 2021, Johnson Matthey annonce la vente de ses activités dans la santé à un fonds d'investissement pour 325 millions de livres, ne gardant qu'une participation de 30 %.
En mai 2025, Johnson Matthey annonce la vente pour 1,8 milliard de livres de ses activités dans les catalyseurs à Honeywell International, à la suite de cette opération, les activités de Johnson Matthey ne concernent plus que les filtres à particules et le platine.

## Principaux actionnaires
Au 23 janvier 2020:
| Aberdeen Asset Investments            | 7,51% |
| BlackRock Investment Management       | 6,56% |
| Standard Life Investments             | 5,38% |
| Threadneedle Asset Management         | 5,07% |
| Baillie Gifford & Co.                 | 2,96% |
| The Vanguard Group                    | 2,91% |
| Causeway Capital Management           | 2,90% |
| Legal & General Investment Management | 2,64% |
| BlackRock Fund Advisors               | 2,46% |
| Invesco Asset Management              | 2,44% |